# Groenvliet
Groenvliet is een buurt van IJsselstein, in de Nederlandse provincie Utrecht. De buurt heeft 790 inwoners (2023).. 
De buurt grenst met de klok mee aan de buurten Achterveld-West, Achterveld-Zuid, Kasteelkwartier, Benschopperpoort en Het Podium en Het Staatse. De straatnamen zijn allen vernoemd naar Nederlandse kunstschilders met uitzondering van de hoofdontsluitingsweg door de buurt de Lage Biezen/ Duizendblad. 

## Geschiedenis
De buurt is gebouwd in de polder Lage Biezen.  Deze polder was verkaveld vanaf de Achtersloot en kende een voornamelijk agrarische functie.  Het zuidelijke gedeelte van De buurt is als eerste in de jaren ’70 van de 20e eeuw gebouwd. De rest volgde in de jaren ’80. 

## Voorzieningen
Alleen aan het zuidelijke gedeelte van de Lage Biezen bevindt zich enige detailhandel. Verder bevinden zich daar ook enkele voormalige basisscholen die voorbestemd zijn voor sloop en waarvoor woningbouw in de plaats gepland is. Aan de westzijde van de buurt zijn diverse sportvelden gesitueerd. 

## Openbaar Vervoer
Sinds 2000 doorkruist de Utrechtse sneltram de buurt parallel aan de Heemradenlaan. Desondanks bevinden zich in de buurt geen haltes. 
Stad: IJsselstein      Buurtschappen: Achtersloot · Klaphek · Knollemanshoek (deels)

Woonwijken: Centrum · Noord · West · Zuid

Woonbuurten: Binnenstad · Nieuwpoort · Groenvliet · Kasteelkwartier · Europakwartier · Oranjekwartier · IJsselveld-Oost · IJsselveld-West · IJsseloevers · Hazenveld en Overwaard · Panoven · De Hoven en De Boomgaard · De Tuinen · Het Hart · De Wereldsteden · De Rivieren · Het Staatse · Benschopperpoort en Het Podium · Achterveld-Zuid · Achterveld-West · Achterveld-Noord · Achterveld-Oost · Eiterse Waard · Landelijk gebied Noord · Landelijk gebied Zuid

Overige buurten: Rijpickerwaard · Paardenveld · Over Oudland · Industrieterrein Lage Dijk · Bedrijventerrein De Corridor
Utrecht · Plaatsen in de provincie      Nederland · Provincies · Gemeenten